# Tundramygga
Tundramygga, Aedes impiger är en tvåvingeart som först beskrevs av Walker 1848.  Aedes impiger ingår i släktet Aedes och familjen stickmyggor. Arten är reproducerande i Sverige. Inga underarter finns listade i Catalogue of Life.